# 강북고등학교
강북고등학교(江北高等學校)는 대한민국 대구광역시 북구 태전동에 있는 사립 고등학교이다.

## 학교 연혁
- 1974년 12월 17일 : 학교법인 근영학숙 설립인가, 배영고등학교 설립인가(9학급), 초대 이사장 김종옥 박사 취임
- 1975년 3월 1일 : 초대 교장 정일수 선생 취임
- 1975년 3월 2일 : 개교 및 제1회 입학식 거행
- 1978년 1월 11일 : 제1회 졸업식 거행 (162명)
- 1997년 2월 1일 : 강북고등학교 교명 변경
- 2001년 7월 19일 : 별관(예능관) 준공
- 2001년 12월 24일 : 이사장 김향자 박사 취임
- 2002년 4월 10일 : 신관(청운관) 준공
- 2004년 8월 31일 : 다목적교실 준공
- 2022년 2월 4일 : 제45회 졸업식 거행(졸업생 22,118명)
- 2022년 3월 1일 : 제13대 교장 박종창 선생 취임
- 2022년 3월 2일 : 제48회 입학식 거행(신입생 239명)

## 참고 자료
- 강북고등학교 - 한국교육학술정보원 학교알리미